# Меттью Бродерік
Меттью Бродерік (англ. Matthew Broderick; нар. 21 березня 1962 року, Нью-Йорк, США) — американський актор театру та кіно, режисер. Знявся більш ніж у 70-ти фільмах, телепередачах і багатьох інших проєктах.

## Біографія
Меттью Бродерік народився в 1962 році в Нью-Йорку в акторській сім'ї емігрантів. Його мати, Патриція (до шлюбу Біоу), була єврейкою, а його батько Джеймс Джозеф Бродерік, католиком ірландського походження. Меттью навчався у школі Walden у Нью-Йорку.
Про свою національну спадщину Бродерік каже так:
|  | Так, я єврей, але мене ніколи не приваблювала релігія, і, якщо чесно, я гадки не маю, що мені робити з моїм єврейством, яких традицій дотримуватись, що можна робити, а що — ні. І поки що у мене немає часу, щоб виділити більше уваги своїм кореням. |

Меттью пішов кроками батьків будучи ще підлітком. Він почав працювати в театрі та незабаром став таким успішним в цій нелегкій справі, що навіть отримав в 23 роки вищу театральну премію «Тоні» за роль у п'єсі Ніла Саймона «Спогади про Брайтон-Біч». У подальшому Бродерік доволі успішно співпрацював з Саймоном і Хортоном Футом, п'єси яких допомогли розкрити різносторонній талант актора.
Дебютував Бродерік у фільмі «Повернення Макса Дагена» (1983), а перший великий успіх прийшов до нього, коли на екрани вийшла фантастична стрічка режисера Джона Бедема «Військові ігри». Після цієї ролі Бродерік почав грати в багатьох фільмах як головний герой. Найбільш відомими з них стали «Феріс Б'юлер бере вихідний», «Сімейна справа», «Слава», «Ніч, в яку ми з тобою так ніколи і не зустрілись», «Годзіла», «Інспектор Ґаджет», «Степфордські дружини», «Продюсери», «Ласкаво просимо, або Сусідам вхід заборонений» та інші.
Окрім акторства Бродерік одного разу зняв свій фільм «Нескінченність», де виконав головну роль. Також він озвучив багатьох персонажів, включаючи лева Сімбу у мультфільмі «Король Лев» і його продовженнях.

### Особисте життя

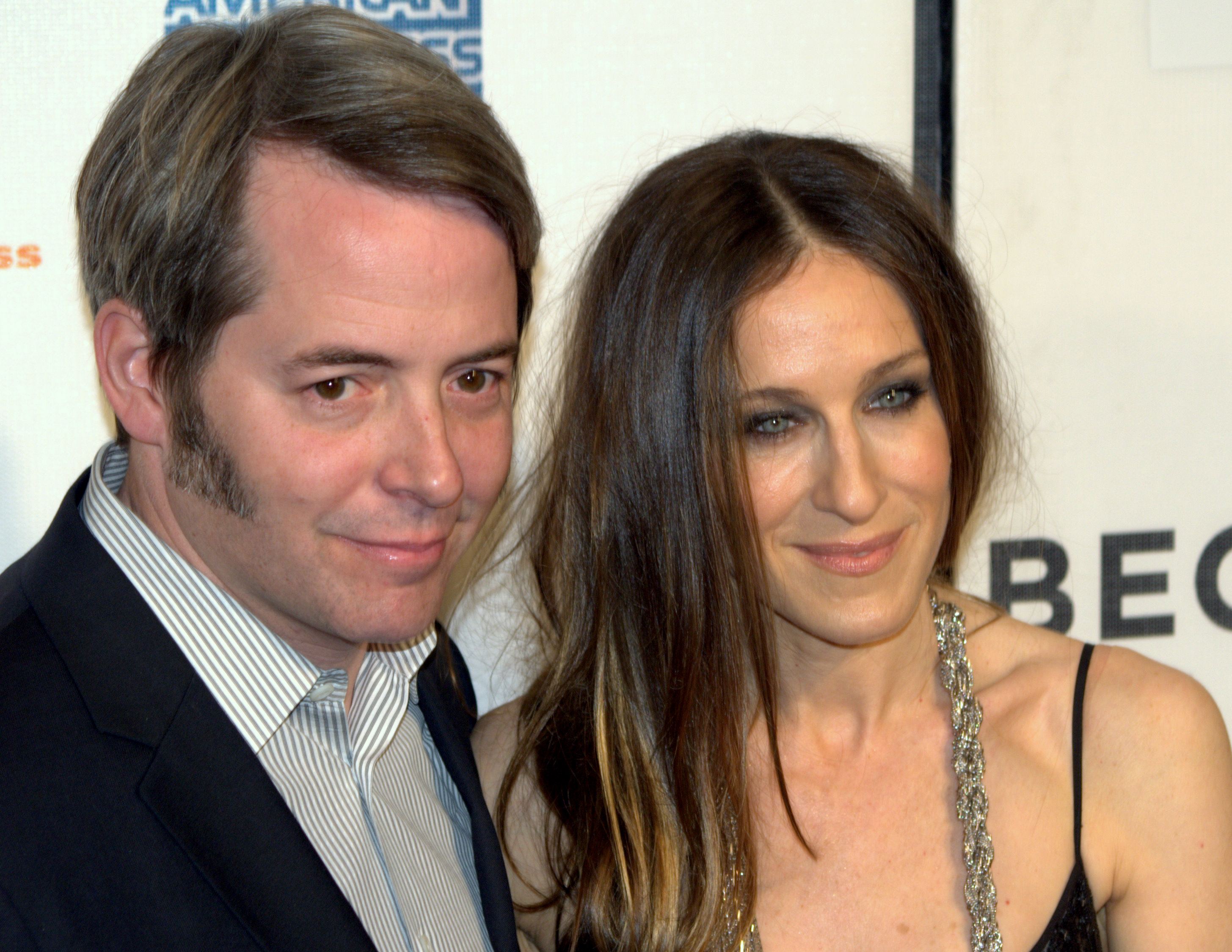
Бродерік і його дружина Сара Джессіка Паркер.

5 серпня 1987 року, під час відпочинку в Ірландії, Меттью, який був за кермом, зіштовхнувся з іншим автомобілем, і двоє пасажирів в тій машині загинули. Після цих трагічних подій у нього завершились відносини з акторкою Дженніфер Ґрей. Меттью потрапив під суд, але був виправданий. І все ж психологічна травма була дуже глибокою.
У Меттью є дві сестри — Джанет і Марта.
У травні 1997 року Меттью Бродерік одружився із зіркою телесеріалу «Секс і місто» Сарою Джессікою Паркер. У пари є син, Джеймс Вілкі Бродерік (народ. 28 жовтня 2002). 28 квітня 2009 року, було підтверджено, що Бродерік і Паркер чекають на дівчаток-близнят через сурогатне материнство. У них народились дочки-близнята, Меріон Лоретта Елуел і Табіта Ходж, 22 червня 2009 року.
Меттью Бродерік — шульга.

## Нагороди та номінації
Меттью Бродерік має 2 премії «Тоні» (1983 і 1995).

## Фільмографія
- 1981— Лу Ґрант — Lou Grant
- 1983— Повернення Макса Даґена (Max Dugan Returns) — Майкл Макфи
- 1983— Військові ігри (WarGames) — Девід
- 1985— 1918 — Брат
- 1985— Master Harold… and the Boys — Майстер Ґарольд 'Холі'
- 1985— Леді-яструб (Ladyhawke) — Філіп Ґастон
- 1986— Вихідний день Ферріса Бюллера (Ferris Bueller's Day Off) — Феріс Бьюлер
- 1986— On Valentine's Day — Брат
- 1987— Проєкт Ікс (Project X) — Джімі Ґарет
- 1988— У неї буде дитина (She's Having A Baby)
- 1988— Біліксі блюз (Biloxi Blues) — Юджин Моріс Джером
- 1988— Сентиментальна пісня (Torch Song Trilogy) — Алан Саймон
- 1989— Сімейна справа (Family Business) — Адам
- 1989— Слава (Glory) — Полковник Роберт Ґулд Шоу
- 1990— Першокурсник — (The Freshman) — Кларк Келог
- 1992— Що я робила цим літом (Out on a Limb) — Біл Кемпбел
- 1993— Ніч, в яку ми з тобою так ніколи і не зустрілись (The Night We Never Met) — Сем Лестер
- 1993— Життя в театрі (A Life in the Theater) — Джон
- 1993— Принцеса та швець (The Princess and the Cobbler) — швець Тек (озвучування)
- 1994— Король Лев (The Lion King) — Сімба (озвучування)
- 1994— Місіс Паркер і порочне коло (Mrs. Parker and the Vicious Circle) — Чарльз Мак-Артур
- 1994— Дорога на Веллвіл (The Road to Wellville) Вільям Лайтбоді
- 1996— Кабельник (The Cable Guy) — Стівен М. Ковач
- 1996— Нескінченність (Infinity) — Річард Фейнман, а також режисер
- 1997— Дурман кохання (Addicted to Love) — Сем
- 1997— Lewis & Clark: The Journey of the Corps of Discovery — Джон Ордвей (озвучування)
- 1998— Ґодзілла (Godzilla) — Доктор Ніко Татопулос
- 1998— Король-лев 2: Гордість Сімби (The Lion King II: Simba's Pride) — Сімба (озвучування)
- 1998— Walking to the Waterline — Майкл Вудс
- 1999— Вискочка (Election) — Джим Мак-Алістер
- 1999— Інспектор Ґаджет (Inspector Gadget) — Інспектор Ґаджет / Робоґаджет / Джон Браун
- 2000— Можеш розраховувати на мене (You Can Count on Me) — Брайан Еверет
- 2003— Музична людина (The Music Man) — Професор Ґарольд Хіл
- 2003— Кудлатий спецназ (Good Boy!) — Хабл (озвучування)
- 2004— Король-лев 3: Хакуна матата (The Lion King 1½) — Сімба (озвучування)
- 2004— Мері та Брюс (Marie and Bruce) — Брюс
- 2004— Степфордські дружини (The Stepford Wives) — Волтер Кресбі
- 2004— Останній кадр (The Last Shot) — Стівен Шатс
- 2005— Продюсери (The Producers) — Лео Блум
- 2005— Strangers with Candy — Роджер Бікман
- 2006— Ласкаво просимо, або сусідам вхід заборонений (Deck the Halls) — Стів Фінч
- 2007— Вона мене знайшла (Then She Found Me) — Бен Грін
- 2007— Бі Муві: Медова змова (Bee Movie) — Адам Флайман (озвучування)
- 2008— В одне вухо влетіло (Diminished Capacity) — Купер
- 2008— Знайти Аманду (Finding Amanda) — Тейлор Мендон
- 2008— Пригоди Десперо (The Tale of Despereaux) — Десперо (озвучування)
- 2009— Чудесний світ (Wonderful World) — Бен Сінгер
- 2011— Старий Новий рік (New Year's Eve) — Містер Бьюелтрон
- 2011— Маргарет (Margaret) — Ендрю Ван Тасел
- 2011— Як обікрасти хмарочос[14][15](Tower Heist) — Чейз Фіцх'ю
- 2015— Дівчина без комплексів (Trainwreck) — камео
- 2016— Манчестер біля моря (Manchester by the Sea) — Джеффрі
- 2019— Любов сліпа (Love Is Blind) — Мюррей Краффт
- 2023— Без образ (No Hard Feelings) — батько Персі
- 2023— Таблетка від болю (Painkiller) — Річард Саклер